# Anabazin
Az anabazin sárga folyadék (fp. 270 °C). Oldható vízben és a legtöbb szerves oldószerben.
A nikotinhoz hasonló piridin alkaloid. Megtalálható a dohányfában (Nicotiana glauca), mely a közönséges dohány közeli rokona, az Anabasis aphylla-ban, a parafa növényben (Duboisia myoperoides) és más növényekben. Nyomokban előfordul a dohányfüstben is.
A nikotin egyik metabolitja (anyagcsereterméke). Kimutatható a vizeletből, felhasználható a szervezetet ért nikotinmennyiség mérésére (bár erre a célra általában a nikotin egy másik metabolitját, a kotinint használják).
Rovarirtó növényvédő szer.

## Gyógyszerhatás
A nikotinos acetilkolin-receptorok agonistája. Nagy dózisban a nikotinmérgezéshez hasonló tüneteket, szélsőséges esetben asystole (a szívösszehúzódás elmaradása) miatti halált okoz. Sertésben nagy mennyiségben teratogén (fejlődési rendellenességet okoz).
LD50-értéke (a halálos adag mérőszáma) egereknél intravénásan 11–16 mg/kg az enantiomerek (térizomerek) arányától függően, tengerimalacoknál bőr alá adva 22 mg/kg.

## Fordítás
Ez a szócikk részben vagy egészben  az   Anabasine című angol Wikipédia-szócikk fordításán alapul.  Az eredeti cikk szerkesztőit annak laptörténete sorolja fel. Ez a jelzés csupán a megfogalmazás eredetét és a szerzői jogokat jelzi, nem szolgál a cikkben szereplő információk forrásmegjelöléseként.